# Organización de Estados Iberoamericanos para la Educación, la Ciencia y la Cultura
La Organización de Estados Iberoamericanos para la Educación, la Ciencia y la Cultura (OEI) es un organismo internacional de carácter intergubernamental para la cooperación entre los países iberoamericanos en el campo de la educación, la ciencia, la tecnología y la cultura en el contexto del desarrollo integral, la democracia y la integración regional.
La sede central de su secretaría general está en Madrid, España, y cuenta con oficinas regionales en Argentina, Bolivia, Brasil, Chile, Colombia, Costa Rica, Ecuador, El Salvador, Guatemala, Honduras, México, Nicaragua, Panamá, Paraguay, Perú, Portugal, República Dominicana y Uruguay y Cuba. Los idiomas oficiales del organismo son el español y el portugués.
La financiación de la OEI y de sus programas está cubierto mediante las cuotas obligatorias y las aportaciones voluntarias que efectúan los Gobiernos de los Estados Miembros y por las contribuciones que para determinados proyectos puedan aportar instituciones, fundaciones y otros organismos interesados en el mejoramiento de la calidad educativa y en el desarrollo científico-tecnológico y cultural. La organización se encuentra englobada dentro del llamando «Sistema Iberoamericano» de la Comunidad Iberoamericana de Naciones. El actual secretario general es Mariano Jabonero Blanco.

## Historia

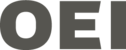
Nuevo logo de la Organización de Estados Iberoamericanos (OEI).

Antiguo logo de la OEI, en uso hasta finales de 2020.

La Organización de Estados Iberoamericanos nació en 1949 bajo la denominación de Oficina de Educación Iberoamericana y con el carácter de agencia internacional como consecuencia del I Congreso Iberoamericano de Educación celebrado en  Madrid. En 1954, en el II Congreso Iberoamericano de Educación que tuvo lugar en Quito, se decidió transformar la OEI en organismo intergubernamental, integrado por Estados soberanos, y con tal carácter se constituyó el 15 de marzo de 1957 en el III Congreso Iberoamericano de Educación celebrado en Santo Domingo, allí se suscribieron los primeros Estatutos de la OEI, vigentes hasta 1985.
En 1979 se reunió el IV Congreso Iberoamericano de Educación en Madrid. En 1983 tuvo lugar en Lima el V Congreso Iberoamericano de Educación, y en mayo de 1985 se celebró una Reunión Extraordinaria del Congreso en Bogotá, en la que se decidió cambiar la antigua denominación de la OEI por la actual, conservando las siglas y ampliando sus objetivos. Esta modificación afectó también al nombre de su órgano supremo de Gobierno, el Congreso Iberoamericano de Educación, que se transformó en Asamblea General. En diciembre de 1985, durante la LX Reunión del Consejo Directivo celebrada en Panamá, en la que sus miembros actuaron con la plenipotencia de sus respectivos Estados y con plenos poderes de la Asamblea General, se suscribieron los actuales Estatutos de la OEI, que adecuaron y reemplazaron el texto estatutario de 1957 y aprobaron el Reglamento Orgánico.
A partir de la I Conferencia Iberoamericana de Jefes de Estado y de Gobierno (Guadalajara, 1991), la OEI ha promovido y convocado las Conferencias de Ministros de Educación, como instancia de preparación de esas reuniones cumbres, haciéndose cargo también de aquellos programas educativos, científicos o culturales que le son delegados para su ejecución.

## Objetivos de la OEI
La Organización de Estados Iberoamericanos para la Educación, la Ciencia y la Cultura, para realizar los principios en que se funda y cumplir sus obligaciones de acuerdo con los Estatutos, establece los siguientes fines generales:
- Contribuir a fortalecer el conocimiento, la comprensión mutua, la integración, la solidaridad y la paz entre los pueblos iberoamericanos a través de la educación, la ciencia, la tecnología y la cultura.
- Fomentar el desarrollo de la educación y la cultura como alternativa válida y viable para la construcción de la paz, mediante la preparación del ser humano para el ejercicio responsable de la libertad, la solidaridad y la defensa de los derechos humanos, así como para apoyar los cambios que posibiliten una sociedad más justa para Iberoamérica.
- Colaborar permanentemente en la transmisión e intercambio de la experiencias de integración económica, política y cultural producidas en los países europeos y latinoamericanos, que constituyen las dos áreas de influencia de la Organización, así como en cualquier otro aspecto susceptible de servir para el desarrollo de los países.
- Colaborar con los Estados miembros en el objetivo de conseguir que los sistemas educativos cumplan un triple cometido: humanista, desarrollando la formación ética, integral y armónica de las nuevas generaciones; de democratización, asegurando la igualdad de oportunidades educativas y la equidad social; y productivo, preparando para la vida del trabajo y favoreciendo la inserción laboral.
- Colaborar en la difusión de una cultura que, sin olvidar la idiosincrasia y las peculiaridades de los distintos países, incorpore los códigos de la modernidad para permitir asimilar los avances globales de la ciencia y la tecnología, revalorizando la propia identidad cultural y aprovechando las respuestas que surgen de su acumulación.
- Facilitar las relaciones entre ciencia, tecnología y sociedad en los países iberoamericanos, analizando las implicaciones del desarrollo científico-técnico desde una perspectiva social y aumentando su valoración y la comprensión de sus efectos por todos los ciudadanos.
- Promover la vinculación de los planes de educación, ciencia, tecnología y cultura y los planes y procesos socioeconómicos que persiguen un desarrollo al servicio del hombre, así como una distribución equitativa de los productos culturales, tecnológicos y científicos.
- Promover y realizar programas de cooperación horizontal entre los Estados miembros y de éstos con los Estados e instituciones de otras regiones.
- Contribuir a la difusión de las lenguas española y portuguesa y al perfeccionamiento de los métodos y técnicas de su enseñanza, así como a su conservación y preservación en las minorías culturales residentes en otros países. Fomentar al mismo tiempo la educación bilingüe para preservar la identidad multicultural de los pueblos de Iberoamérica, expresada en el plurilingüismo de su cultura.

Aunque estos objetivos están definidos de manera independiente, existen entre ellos importantes conexiones.

## Organización de la OEI
El gobierno de la OEI se ejerce a través de los tres órganos siguientes:

### Asamblea General
La Asamblea General, que es la suprema autoridad de la Organización; está integrada por Representantes o Delegaciones oficiales del máximo nivel de los Estados miembros.
Es, asimismo la instancia legislativa que establece las políticas generales de la OEI, estudia, evalúa y aprueba el Plan de Actividades de la Organización, el Programa y Presupuesto global y fija las cuotas anuales, además de elegir al secretario general por el período correspondiente.

### Consejo Directivo
El Consejo Directivo es el órgano delegado de la Asamblea General para el control del gobierno y de la Administración de la OEI. Está integrado por los Ministros de Educación de los Estados miembros o por sus representantes y está presidido por el ministro de Educación del país en que haya de celebrarse la próxima reunión de la Asamblea General.
Su principal misión es la de considerar y aprobar el informe de actividades, el Programa y Presupuesto bienal y el estado financiero de la Organización.

### Secretaría General
La Secretaría General es el órgano delegado permanente de la Asamblea General para la dirección ejecutiva de la OEI y ostenta su presentación en las relaciones con los Gobiernos, con las organizaciones internacionales y con otras instituciones. Tiene a su cargo la dirección técnica y administrativa de la Organización y la ejecución de los programas y proyectos.
La Secretaría General está estructurada internamente por un sistema de organización flexible, adaptado a las políticas, a las estrategias y al Plan de Actividades. 

### Secretarios Generales

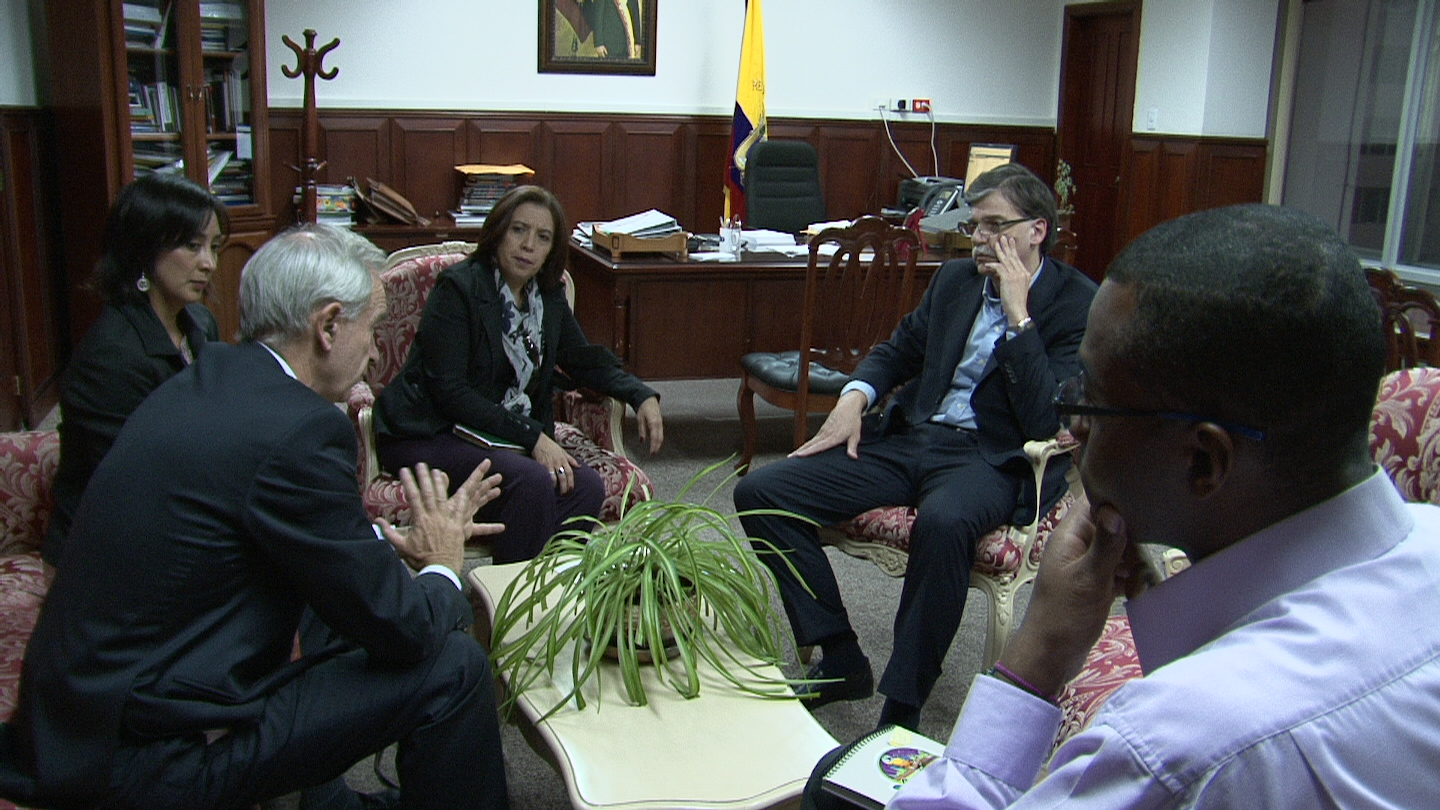
Reunión entre el secretario general Álvaro Marchesi Ullastres y Kintto Lucas en Ecuador en 2011.

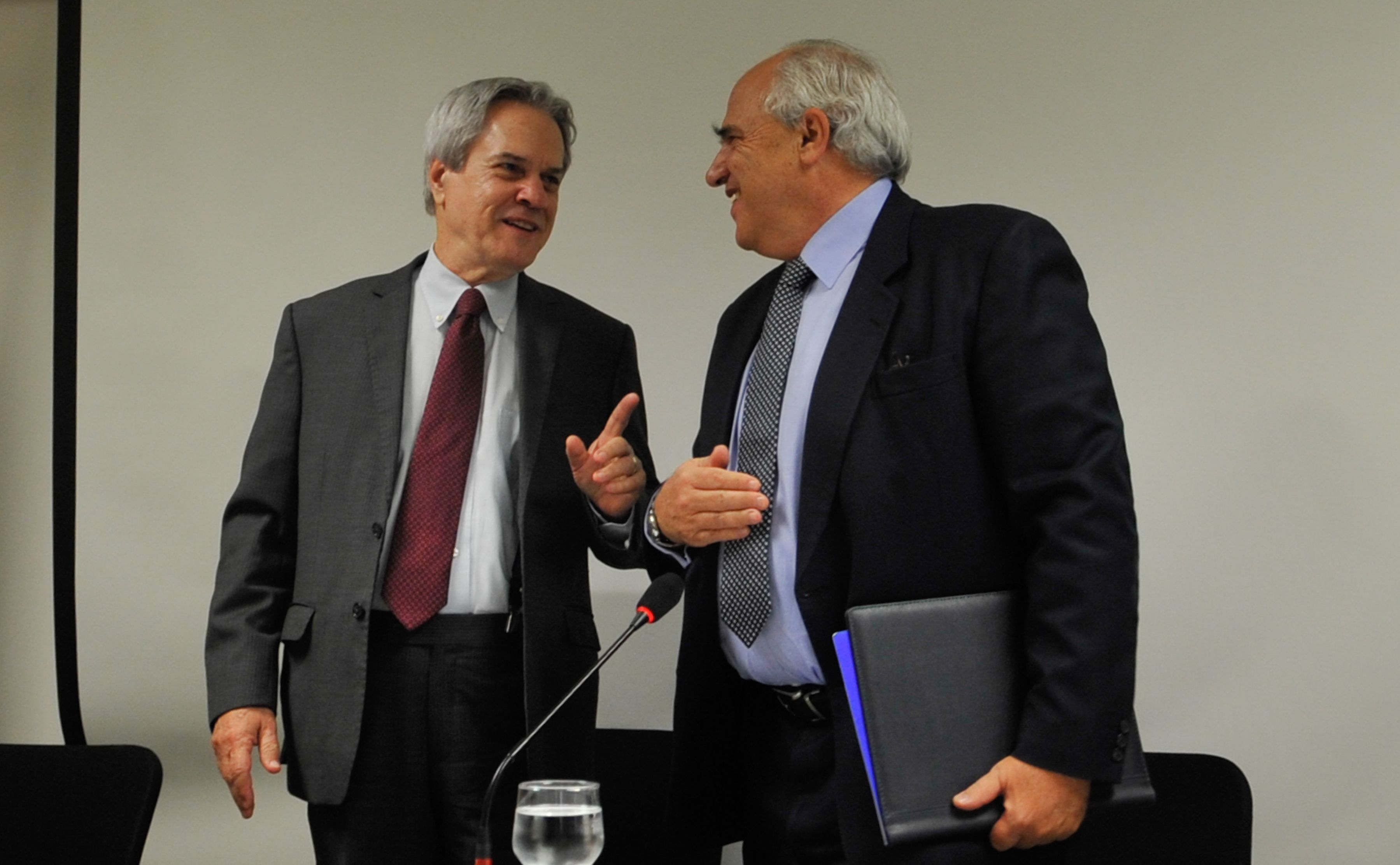
Paulo Speller reunido con Ernesto Samper Pizano, el ex presidente de Colombia y entonces secretario general de la Unión de Naciones Suramericanas en 2015.

La administración de la Organización de Estados Iberoamericanos para la Educación, la Ciencia y la Cultura dependerá del secretario general. El secretario general deberá rendir cuentas de cada ejercicio al Consejo Directivo.
| Periodo   | Secretario General           | Nacionalidad |
| 1949-1950 | Adolfo Muñoz A               | España       |
| 1951-1963 | Carlos Lacalle Núñez         | Uruguay      |
| 1964-1979 | Rodolfo Barón Castro         | El Salvador  |
| 1980-1983 | Guillermo Lohmann Villena    | Perú         |
| 1984-1987 | Miguel Ángel Escotet Álvarez | España       |
| 1988-1990 | Simón Romero Lozano          | Colombia     |
| 1991-1998 | José Torreblanca Prieto      | España       |
| 1999-2006 | Francisco José Piñón         | Argentina    |
| 2007-2014 | Álvaro Marchesi Ullastres    | España       |
| 2015-2018 | Paulo Speller                | Brasil       |
| 2019-2022 | Mariano Jabonero Blanco      | España       |

### Sede y oficinas
La sede y secretaría general de la OEI está ubicada en Madrid, España en la calle Bravo Murillo, 38. Además de la sede en Madrid, la OEI tiene oficinas en las capitales de la mayoría de los países miembros, incluyendo en Asunción, Bogotá, Brasilia, Buenos Aires, Ciudad de Guatemala, Ciudad de México, Ciudad de Panamá, La Paz, Lima, Lisboa, Managua, Montevideo, Quito, San José, San Salvador, Santiago de Chile, Santo Domingo y Tegucigalpa.

## Países miembros

Países miembros de la OEI.

La OEI está compuesta por 24 países miembros:
- Andorra
- Argentina
- Bolivia
- Brasil
- Chile
- Colombia
- Costa Rica
- Cuba
- Dominica
- Ecuador
- El Salvador
- España
- Guatemala
- Guinea Ecuatorial
- Honduras
- México
- Nicaragua
- Panamá
- Paraguay
- Perú
- Portugal
- República Dominicana
- Uruguay
- Venezuela

Filipinas y Puerto Rico no son miembros de la OEI, aunque si han tenido un acercamiento para participar de manera voluntaria en las actividades y programas realizados por el organismo, como en el Programa Iberarchivos.

### Tabla comparativa
| País                 | Capital             | Superficie (km²) | Población (2019/2020) | Índice de desarrollo humano (2020) | Moneda    | PIB (PPA) (en millones de USD, 2021) | PIB (PPA) per cápita (en USD, 2021) |
| -------------------- | ------------------- | ---------------- | --------------------- | ---------------------------------- | --------- | ------------------------------------ | ----------------------------------- |
| Andorra              | Andorra la Vieja    | 468              | 77 543                | 0,868 (muy alto)                   | Euro      | n/d                                  | n/d                                 |
| Argentina            | Buenos Aires        | 2 780 400        | 44 939 000            | 0,845 (muy alto)                   | Peso      | 1 015 008                            | 22 141                              |
| Bolivia              | Sucre               | 1 098 581        | 11 513 100            | 0,718 (alto)                       | Boliviano | 105 063                              | 8 832                               |
| Brasil               | Brasilia            | 8 514 877        | 210 147 000           | 0,765 (alto)                       | Real      | 3 328 459                            | 15 643                              |
| Chile                | Santiago            | 756 102          | 19 107 000            | 0,851 (muy alto)                   | Peso      | 491 535                              | 24 928                              |
| Colombia             | Bogotá              | 1 141 748        | 50 374 000            | 0,767 (alto)                       | Peso      | 780 262                              | 15 185                              |
| Costa Rica           | San José            | 51 100           | 5 075 000             | 0,810 (muy alto)                   | Colón     | 107 095                              | 20 667                              |
| Cuba                 | La Habana           | 109 884          | 11 333 483            | 0,783 (alto)                       | Peso      | n/d                                  | n/d                                 |
| Ecuador              | Quito               | 256 369          | 17 268 000            | 0,759 (alto)                       | Dólar     | 201 194                              | 11 331                              |
| El Salvador          | San Salvador        | 21 041           | 6 453 553             | 0,673 (medio)                      | Dólar     | 55 709                               | 8 313                               |
| España               | Madrid              | 505 992          | 47 332 614            | 0,904 (muy alto)                   | Euro      | 1 959 037                            | 41 546                              |
| Guatemala            | Ciudad de Guatemala | 108 889          | 17 613 000            | 0,663 (medio)                      | Quetzal   | 153 398                              | 8 709                               |
| Guinea Ecuatorial    | Malabo              | 28 051           | 1 355 986             | 0,592 (medio)                      | Franco    | 26 485                               | 18 236                              |
| Honduras             | Tegucigalpa         | 112 492          | 9 770 000             | 0,634 (medio)                      | Lempira   | 51 712                               | 5 390                               |
| México               | Ciudad de México    | 1 964 375        | 127 792 000           | 0,779 (alto)                       | Peso      | 2 613 797                            | 20 266                              |
| Nicaragua            | Managua             | 129 494          | 6 528 000             | 0,660 (medio)                      | Córdoba   | 34 550                               | 5 433                               |
| Panamá               | Ciudad de Panamá    | 75 517           | 4 279 000             | 0,815 (muy alto)                   | Dólar     | 131 807                              | 30 388                              |
| Paraguay             | Asunción            | 406 752          | 7 153 000             | 0,728 (alto)                       | Guaraní   | 98 929                               | 13 454                              |
| Perú                 | Lima                | 1 285 216        | 32 510 453            | 0,777 (alto)                       | Sol       | 439 262                              | 12 985                              |
| Portugal             | Lisboa              | 92 212           | 10 287 000            | 0,864 (muy alto)                   | Euro      | 370 497                              | 36 079                              |
| República Dominicana | Santo Domingo       | 48 192           | 10 358 000            | 0,756 (alto)                       | Peso      | 208 957                              | 19 799                              |
| Uruguay              | Montevideo          | 176 215          | 3 461 734             | 0,817 (muy alto)                   | Peso      | 83 170                               | 23 474                              |
| Venezuela            | Caracas             | 912 050          | 28 515 829            | 0,711 (alto)                       | Bolívar   | n/d                                  | n/d                                 |

### Países y organismos observadores
La OEI tiene 7 países observadores, que son: Angola, Cabo Verde, Guinea-Bisáu, Luxemburgo, Mozambique, Santo Tomé y Príncipe y Timor Oriental y 3 organismos observadores: la Comunidad de Países de Lengua Portuguesa (CPLP), el Sistema de la Integración Centroamericana (SICA) y la Fundación EU-LAC.
En el 78.º Consejo Directivo de la OEI, celebrado el 1 de diciembre de 2020, se aprobó la incorporación de la CPLP y de la Fundación EU-LAC como organismos observadores.

## Reconocimientos y galardornes
En 2024 la organización fue galardonada con el Premio Princesa de Asturias de Cooperación Internacional.